# Nadagara irretracta
Nadagara irretracta är en fjärilsart som beskrevs av W. Warren 1899. Nadagara irretracta ingår i släktet Nadagara och familjen mätare. Inga underarter finns listade i Catalogue of Life.